# Jules Guéron
Pour les articles homonymes, voir Guéron (homonymie).
Jules Guéron, né le 2 juin 1907 à Tunis et mort le 11 octobre 1990 à Paris, est un physico-chimiste et atomiste français.

## Biographie
Jules Guéron a étudié à la Sorbonne, où il a passé son doctorat.
Lorsqu'éclate la Seconde Guerre mondiale, Jules Guéron est chef de travaux à l'université de Strasbourg. Il est mobilisé et affecté au laboratoire de chimie organique du Collège de France. Il gagne Londres dès juin 1940 à l'appel du général de Gaulle. Engagé volontaire dans les Forces françaises libres, il est affecté au projet atomique anglo-canadien, à Cambridge (Royaume-Uni) fin 1941, puis à Montréal en janvier 1943.
Le 11 juillet 1944, dans une arrière-salle du consulat français d’Ottawa, avec Pierre Auger et Bertrand Goldschmidt, ils informent le général de Gaulle du programme nucléaire secret des Américains, le Projet Manhattan, et des perspectives ouvertes par la fission nucléaire.
La revue scientifique italienne Il Nuovo Cimento de septembre-octobre 2014 révèle - avec le rapport technique P.D.141 du centre de recherches atomique de Chalk River - qu'il revient à Jules Guéron la paternité de l'expérience réalisée par le physicien Bruno Pontecorvo de détecter les neutrinos en utilisant le perchloroéthylène, qui se transmute alors en argon 37.
Il revient en France début 1946 et participe avec Lew Kowarski et Bertrand Goldschmidt à la création du Commissariat à l'énergie atomique (CEA). Il assume d'abord la direction du service de Chimie générale. Il sera le premier directeur du Centre d'études nucléaires de Saclay (1951).
En 1958, il est nommé directeur général pour la Recherche et l'enseignement à Euratom.

## Distinctions
- Officier de la Légion d'honneur

## Publications
- Ozone, Paris, Masson, 1931.
- Études sur l'hydrolyse lente : constitution et évolution des solutions aqueuses de chlorure stannique, Paris, Masson, 1935.
- Énergie libre, chaleur totale, entropie, activité, avec Jean-Paul Mathieu, préface de René Wurmser, Paris, Hermann, 1937.
- Réactions bimoléculaires, Paris, Hermann, 1939.
- Généralités sur la séparation industrielle des isotopes, Gif-sur-Yvette, Centre d'études nucléaires de Saclay, 1955.
- Les raisons techniques et économiques d'une collaboration européenne dans le domaine atomique, Groupe national français du Comité européen pour le progrès économique et social, Paris, CEPES, 1956.
- Overhauser effect in metallic lithium, avec Charles Ryter, Saclay, Centre d'études nucléaires, 1960.
- L'énergie nucléaire, Paris, Presses universitaires de France, 1973. Deuxième édition en 1977.
- Les matériaux nucléaires : obtention et mise en œuvre, Paris, PUF, 1977.
- Histoire générale des techniques 4, Les techniques de la civilisation industrielle : énergie et matériaux, avec Maurice Daumas et Alexandre Herléa, dessins de Bernard Breloy, Paris, Presses universitaires de France, 1996.